# Ralph Nader
Ralph Nader (*27. února 1934 Winsted, Connecticut, USA) je americký právní zástupce a politický aktivista v oblastech práv spotřebitelů, humanitářství, ochrany životního prostředí nebo demokratické vlády. Deník The New York Times ho označil jako disidenta.
Nader je nesmiřitelným kritikem korporací, které podle něj třímají příliš mnoho moci a tak podkopávají fundamentální americké hodnoty demokracie a lidských práv. Pomohl vzniku mnoha vládních i nevládních organizací, včetně Agentury pro ochranu životního prostředí, OSHA (Administrativa zaměstnaneckých jistot a zdraví), Public Citizen a některých tzv. PIRGs - výzkumných skupin veřejného zájmu, včetně NYPIRG. Měsíčník The Atlantic Monthly jej ve svém seznamu stovky nejvlivnějších lidí zařadil na 96. pozici, říká: „vynutil si, aby auta jezdila bezpečněji; o 30 let později učinil George W. Bushe prezidentem.“
Ralph Nader se čtyřikrát ucházel o post prezidenta Spojených států (1992, 1996, 2000 a 2004). V roce 1992 jako demokrat v jejích primárkách; v roce 1996 a 2000 byl nominován Stranou zelených; v roce 2004 jako nezávislý.
24. února 2008 oznámil kandidaturu v listopadových volbách tentokrát jako nezávislý kandidát. 10. října 2008 se zúčastnil tiskové konference, kterou svolal neúspěšný kandidát v republikánských primárkách Ron Paul, který zde prezentoval dohodu kandidátů tzv. „třetích stran“ (3rd parties, ostatní strany v americkém politickém spektru po demokratech a republikánech). Mezi zástupci těchto třetích stran byli Ralph Nader, Chuck Baldwin a Cynthia McKinney. Výše zmínění zástupci a Bob Barr, který se na poslední chvíli z tiskové konference omluvil, vyjádřili formální shodu a sjednotili své postoje v následujících bodech:
- brzký konec války v Iráku a konec hrozeb války ostatním zemím, včetně Íránu a Rusku;
- ochrana soukromí a občanských práv, včetně odvolání USA PATRIOT Act, Military Commission Act a Foreign Intelligence Surveillance Act;
- žádné další navyšování národního dluhu;
- důkladné prozkoumání, zhodnocení a audit Federálního rezervního systému.